# Club Atlético Unión
Maillots
Actualités
Dernière mise à jour : 21 juin 2025.
Le Club Atlético Unión est un club argentin de football basé à Santa Fe, fondé le 15 avril 1907.

## Anciens joueurs
| - Alberto Galateo - Mario Zanabria - Roberto Juan Martínez - Leopoldo Luque - Hugo Gatti - Víctor Marchetti - Rubén Suñé - Nery Pumpido - Carlos Trucco - Daniel Morón - Daniel Killer | - Alberto Acosta - Ricardo Altamirano - Antony de Ávila - Claudio Borghi - Ricardo Giusti - Nii Lamptey - Pablo Cavallero - Arístides Rojas - Juan José Jayo - Matías Donnet - Andrés Silvera |

(voir aussi Catégorie:Joueur du Club Atlético Unión)